# Institut des sciences biomédicales appliquées
 (novembre 2021).
Pour les articles homonymes, voir Isba (homonymie).
L'institut des sciences biomédicales appliquées (ISBA) est un centre de recherche public du Bénin situé à Cotonou. C'est une des structures opérationnelles de recherche du centre béninois de la recherche scientifique et technique (CBRST) dans laquelle des chercheurs collaborent à la mise en œuvre de projets retenus par le conseil d'administration. Il est placé sous l'autorité  ministère béninois de l’enseignement supérieur et de la recherche scientifique. L'ISBA mène essentiellement des recherches liées aux sciences biomédicales. 

## Historique
L'ISBA a vu le jour sous l'appellation de l'Institut des sciences biomédicales avancées via le décret présidentiel N° 83-222 du 16 juin 1983. Dans le but de bien organsiner les structures nationales d'exécution des programmes de recherche et afin de suivre et d’évaluer annuellement l’exécution  des programmes et projets, le gouvernement du Bénin cré en 2013 le centre béninois de la recherche scientifique et technique via le décret N°2013-453 du  08 octobre 2013. Ainsi, tous les instituts de recherche du Bénin sont placés sous l’autorité de ce dernier.

## Direction
Il a été dirigé par le Professeur Benjamin Fayomi pendant trois décennies.